# Karna
Karna – wieś w Polsce położona w województwie wielkopolskim, w powiecie wolsztyńskim, w gminie Siedlec.

## Historia
Miejscowość ma metrykę średniowieczną i istnieje co najmniej od XIII wieku. Wymieniona w 1238 w łacińskim dokumencie jako Carna, 1238 Tamo, 1400 Karna.
Miejscowość zasiedlona była jednak wcześniej niż podają to archiwalne dokumenty. Wśród błotnistych łąk, nad Szarką, na północny wschód w okolicy wsi, archeolodzy znaleźli pozostałości dwuczłonowego grodzisko wklęsłe o średnicy wewn. ok. 100 m z fosą, które datowane jest na ok. IX do połowy XIII wieku. W średniowieczu zwane było Roczków Ostrów. W 1925 natomiast we wsi odnaleziono skarb srebrny ukryty po roku 1080.
Miejscowość była początkowo własnością rycerską, a później szlachecką. Została wymieniona w 1238 w jednym ze średniowiecznych dokumentów, w którym odnotowano świadków Andrzeja i Dobiesława z Karny. W 1417 wieś Karna oraz Reklin odnotowane zostały w czasie ustalania lokalnych granic pomiędzy wsiami. W 1419 doszło do sporu majątkowego pomiędzy właścicielami ziemskimi. Hynek z Karny oraz Michał Jarogniewski z Reklina ustalali między sobą przebieg granic między obiema wsiami. W 1446 Karna leżała w powiecie kościańskim Korony Królestwa Polskiego. W 1380 prawdopodobnie należała do parafii Siedlec, a od 1510 do parafii Zbąszyń.
Miejscowość jako własność prywatna wielokrotnie zmieniała właścicieli. Wymieniona została w licznych historycznych dokumentach podatkowych, własnościowych i prawnych. W 1400 odbył się proces sądowy o prawo bliższości do Karny, w którym wzięli udział Piotr Benwa, Odzieszka sołtyska z Przeprostyni oraz Marcin i Bernard z Karny. W 1446 Jan, Mikołaj, Wincenty i Marcin z Jaromierza dali Wojciechowi z Jarogniewic swoje wsie: Jaromierz, Uście, Reklin oraz połowę Karny, a także prawo do drugiej części wsi, a w zamian otrzymali od niego wieś Konin. W 1449 Wojciech Jaromirski kupił połowę Karny za 150 grzywien od Zbyluta z Urbanowa kanonika poznańskiego. W 1500 Małgorzata Jaromierska sprzedała z zastrzeżeniem prawa odkupu swojemu mężowi Janowi Herstopskiemu połowę Karny, połowę Reklina i 1/3 Jaromierza za kwotę 400 grzywien.
Wieś odnotowały historyczne regesty podatkowe. W 1510 we wsi były 3 łany osiadłe, 3 łany opuszczone., 2 łany sołtysie uprawiane dla pana, a także folwark. W 1530 odnotowano pobór z 4 łanów. W 1563 pobór płacili bracia, synowie Piotra Kosickiego vel Jaromirskiego: Piotr od 3 łanów i Jan od 3 łanów. W 1566 miał miejsce pobór od 6 łanów, 6 zagrodników, karczmy dorocznej. W 1581 odnotowano kolejny pobór podatków. Jan Jaromirski zapłacił od 3 łanów, 3 zagrodników oraz komornika, a Piotr Jaromirski zapłacił od 3 łanów kmiecych, połowy łana należącego do karczmy, od 3 zagrodników oraz od 3 komorników.
W XVIII wieku jednym z właścicieli tutejszego majątku był Prot Mielęcki (1792-1867), major jazdy poznańskiej w powstaniu listopadowym. Jego syn, urodzony w Karnej płk Kazimierz Mielęcki (1837-63), dowodził jednym z oddziałów w powstaniu styczniowym na Kujawach. Ciężko ranny w starciu pod Mikorzynem, zmarł w Mamliczu koło Szubina, natomiast pochowany został na cmentarzu w Łabiszynie.
W okresie Wielkiego Księstwa Poznańskiego (1815-1848) miejscowość wzmiankowana jako Karna należała do wsi większych w ówczesnym powiecie babimojskim rejencji poznańskiej. Karna należała do tuchorskiego okręgu policyjnego tego powiatu i stanowiła siedzibę majątku Karna, który należał wówczas do Jana Bnińskiego. Według spisu urzędowego z 1837 roku Karna liczyła 184 mieszkańców, którzy zamieszkiwali 13 dymów (domostw).
W piwnicach nieistniejącego już pałacu i dwóch barakach mieścił się tu w 1942 r. żydowski obóz pracy dla ok. 120 Żydów niemieckich, czeskich i polskich, którzy byli zatrudnieni przy oczyszczaniu rowów i regulacji Szarki.
W latach 1975–1998 miejscowość administracyjnie należała do województwa zielonogórskiego.
Zabudowa wsi ma charakter rozproszony. W jej płd.-zach. części znajduje się park podworski (ok. 10 ha) z XIX w., o zachowanym układzie prostokątnych alejek i kanałów. Wśród starego drzewostanu rosną okazy pomnikowe: wiąz szypułkowy, lipa drobnolistna, dęby, buki oraz resztki alei platanowej. Stojący tu niegdyś dwór oraz większość budynków folwarcznych rozebrano po II wojnie światowej.